# 郑章成
郑章成（1885年—1963年）福州闽侯人。中国生物学家。

## 生平
1908年，浸会大学（即沪江大学）正式招生，录取了4名大学生，郑章成是其中之一。 1913年，沪江大学首届大学生毕业，共两名，为郑章成和邬志坚。1913年，郑章成自沪江大学毕业后，赴美国耶鲁大学学习，毕业后在耶鲁大学留任，1919年获得美国耶鲁大学哲学博士学位。1919年，沪江大学校长魏馥兰聘请郑章成为沪江大学教授，郑章成回到沪江大学，成为沪江大学第一位受西式教育的华人教授。郑章成为沪江大学题写了“沪江大学”的校名。1920年至1951年，他出任沪江大学教授、生物系主任。1922年至1926年，任沪江大学副校长。1929年至1942年、1946年至1951年，担任沪江大学理学院院长。
1937年抗日战争爆发后，军工路的沪江大学校址遭日军占为兵营，沪江大学本部迁至城中区商学院，与东吴大学、圣约翰大学组成教会联合大学。太平洋战争爆发后，日军占领上海租界，教会联合大学解散，沪江书院成立，郑章成主持教务。1944年至1945年，郑章成接替朱博泉担任沪江书院院长。

## 著作
- 《大学生物学》[1]

## 家庭
- 妻：盛祖新，中华基督教女青年会全国协会会长[1]